# Sébastien Lepetit
Pour les articles homonymes, voir Lepetit.
Sébastien Lepetit, né le 30 août 1969 à Loudéac et mort le 3 mars 2025 à Sarlat-la-Canéda, est un haut fonctionnaire et écrivain français, auteur de romans policiers mêlant intrigue policière et culture.

## Biographie
En 2013, il publie Merde à Vauban, premier volume d'une série consacrée au commissaire Morteau et à son adjoint le lieutenant Monceau affectés à Besançon. L'intrigue se déroule sur fond de candidature du réseau des sites Vauban au Patrimoine mondial de l'Unesco en 2008. Avec ce roman, il est lauréat du grand prix VSD du polar 2013 - prix des lecteurs.
En 2016, il publie L'Origine du crime - Deux enterrements à Ornans, deuxième enquête du commissaire Morteau et du lieutenant Monceau. L'intrigue se déroule à Ornans et dans la vallée de la Loue où naquit et vécut le peintre Gustave Courbet. Avec ce roman, il obtient le Prix polar du Lions Club de Rambouillet.

## Œuvre

### Romans
Série Les Enquêtes du commissaire Morteau :
- Merde à Vauban, Éditions Les Nouveaux Auteurs (2013)  (ISBN 978-2-8195-0335-4)
- L’Origine du crime : deux enterrements à Ornans, Flamant Noir Éditions (2016)  (ISBN 979-10-93363-21-9)
- Il y aura du sang sur la neige, Flamant Noir Éditions (2018)  (ISBN 9791093363523)

Série Les Mystères de l'Argentor :
- Barnabé, Éditions Hélène Jacob, coll. « Mystère-enquête » (2014)  (ISBN 978-2-37011-223-1)
- La Korrandine de Tevelune, Éditions Hélène Jacob, coll. « Mystère-enquête » (2014)  (ISBN 978-2-37011-225-5)

## Prix et distinctions

### Prix
- Grand prix VSD du polar 2013 - Prix des lecteurs pour Merde à Vauban[3]
- Prix polar du Lions Club de Rambouillet 2016[4]

### Distinctions
- Chevalier de l'Ordre national du Mérite[5].